# 罗纳德·麦克莱恩
罗纳德·戈登·麦克莱恩（英語：Ronald Gordon McLean，1881年3月26日—1941年7月2日），英国男子竞技体操运动员。他曾获得1912年夏季奥运会体操比赛男子团体全能铜牌。他也参加了1920年夏季奥运会。